# Люксембурзька філармонія
Люксембурзька філармонія — концертна будівля у Люксембурзі. Відкрита 2005 року прем'єрою 8-ї симфонії Кшиштофа Пендерецького, написаної спеціально для цієї нагоди. Зал Люксембурзької філармонії носить ім'я герцогині Жозефіни-Шарлотти (фр. Salle de concerts grande-duchesse Joséphine-Charlotte) і розрахований на 1500 місць, будучи одним з найбільших залів Європи. Щороку у філармонії відбувається до 400 концертів. Філармонія є основним майданчиком Люксембурзького філармонічного оркестру, також в концертному залі встановлено орган.